# Anping (Tainan)
Anping (chinesisch 安平區, Pinyin Ānpíng qū, taiwanisch: An-pîng-khu) ist ein Bezirk der regierungsunmittelbaren Stadt Tainan in der Republik China (Taiwan). Es ist der historische Kern der Stadt und war die erste städtische Siedlung in der Geschichte Taiwans. Der Bezirk zieht Touristen aus dem In- und Ausland an. Hier befindet sich auch der Stadtrat Tainans.

## Lage und Beschreibung

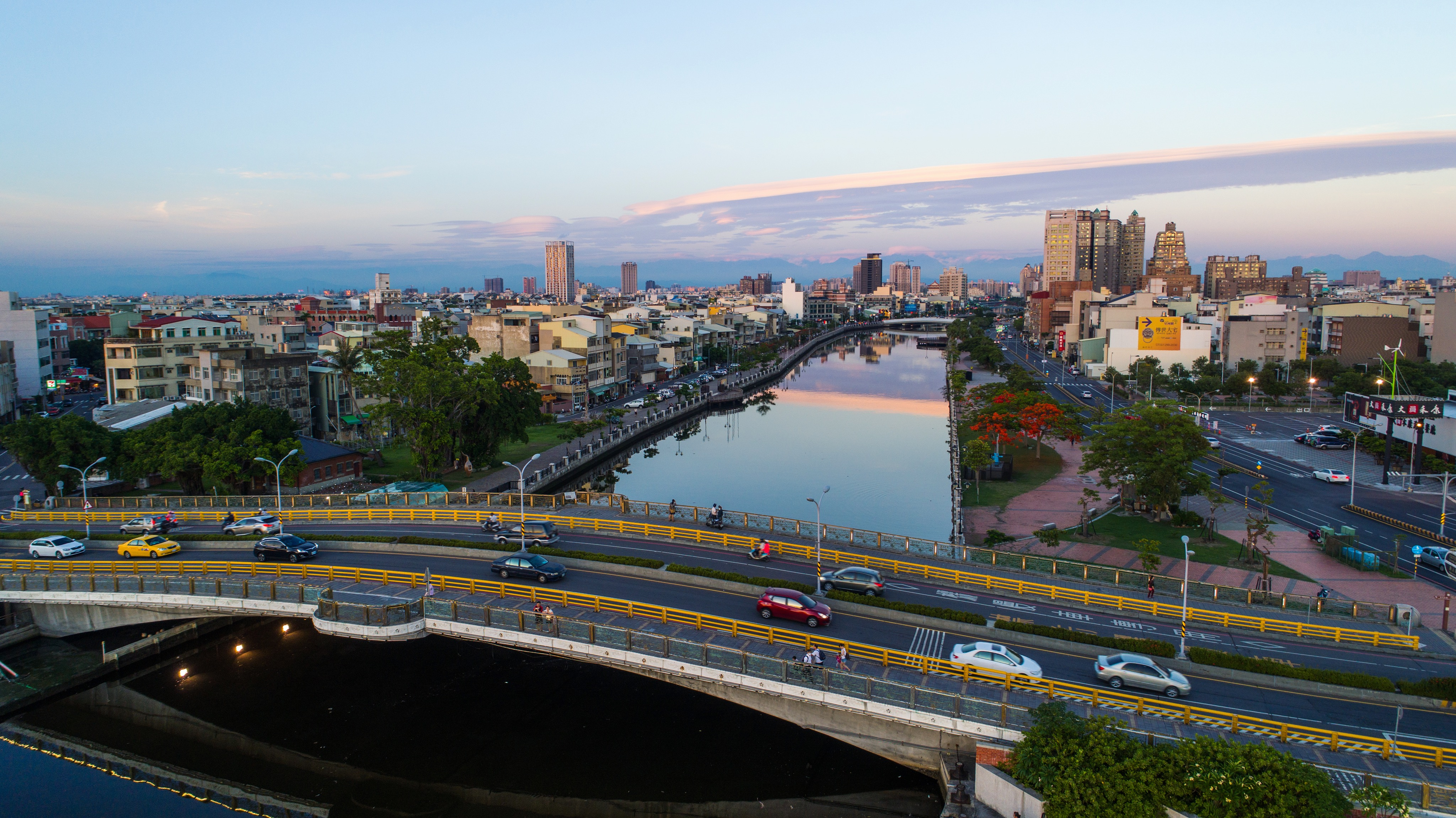
Die Anyi-Brücke über den Tainan-Kanal zwischen Alt- und Neu-Anping

Anping liegt an der südwestlichen Küste der Stadt Tainan und ist Teil der Kernstadt. Seine Nachbarbezirke sind Annan im Norden, der Westzentralbezirk im Osten und der Südbezirk im Süden. Im Westen grenzt der Bezirk an die Taiwanstraße. Innerhalb Anpings werden Alt- und Neu-Anping unterschieden. Das kleinere Alt-Anping liegt zwischen dem Yanshui-Fluss (鹽水溪) im Norden und dem Tainan-Kanal (台南運河) im Süden und besteht aus dem ältesten Ortskern mit dem ehemals niederländischen Fort Zeelandia. Das größere Neu-Anping liegt dem alten Ortsteil gegenüber am südlichen Ufer des Tainan-Kanals, von dem Neu-Anping nördlich, östlich und südlich umschlossen wird. Da es im Westen ans Meer grenzt und somit ganz von Wasser umgeben ist, wird dieser Teil des Bezirks auch  Anping-Insel genannt.
Anping ist in 13 Viertel (里 lǐ) unterteilt. Im August 2024 hatte es eine Bevölkerung von 69.923 Menschen und belegte damit den zehnten Rang unter den 37 Bezirken Tainans. Die Einwohnerzahl war in den Jahren zuvor kontinuierlich gestiegen.
In Anping befinden sich der Stadtrat von Tainan und Teile der Stadtregierung.

## Geschichte

### Anfänge

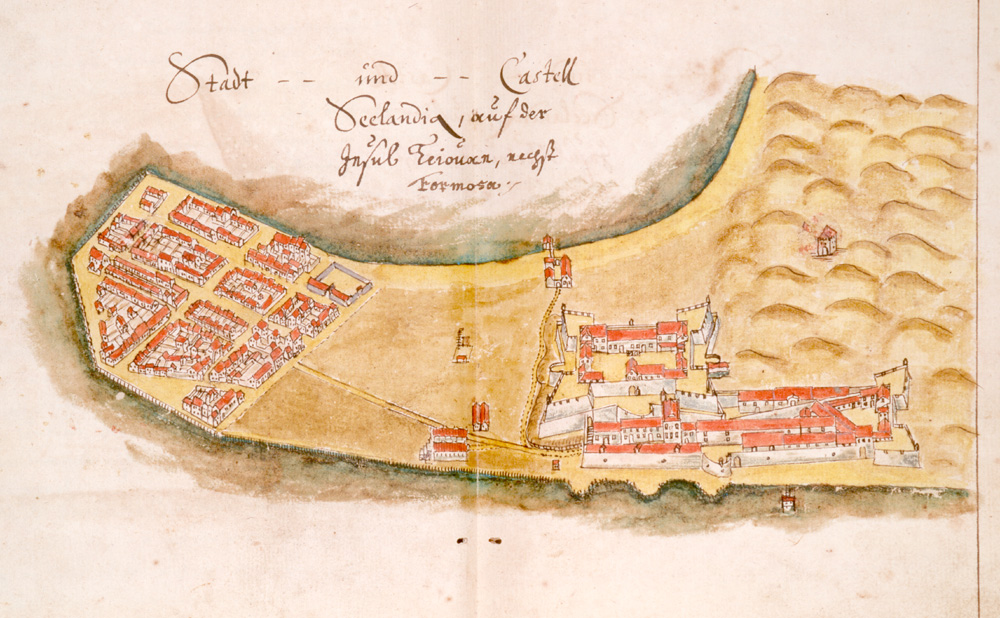
Fort Zeelandia auf einer Zeichnung von Caspar Schmalkalden, um 1652

Das Gebiet von Anping war ursprünglich von dem Ureinwohnervolk der Taivoan bewohnt. Anfang des 17. Jahrhunderts gab es hier auch schon Chinesen, zumeist Händler und Fischer.
Im Jahr 1624 errichtete die Niederländische Ostindien-Kompanie auf einer unweit der Küste gelegenen Sandbank das Fort Oranje (später in Fort Zeelandia umbenannt). Die Sandbank war durch die heute weitgehend verlandete Lagune Taijiang-Binnenmeer (台江內海) von der Hauptinsel, die die Europäer als Formosa kannten, getrennt. Die Niederländer nannten den Ort nach dem dort ansässigen Ureinwohnervolk Teyovan oder Tayouan (es existierten mehrere Schreibweisen). Dem entsprach der chinesische Ortsname 大員 oder 大圓 (auch hier gab es verschiedene Schreibweisen), ausgesprochen Tāi-uân (Minnan bzw. taiwanisch) oder Dàyuán (Hochchinesisch). Diese Namen wurden später in der Form Taiwan bzw. 台灣 (Táiwān) zunächst auf Tainan und dann auf die ganze Insel Taiwan übertragen, wobei international noch bis ins 20. Jahrhundert hinein der Name Formosa gebräuchlich blieb.
Aus der Vorstadt des Forts Zeelandia und dem ihm auf der Hauptinsel Formosa gegenüberliegenden Dorf beim Fort Provintia, einer weiteren niederländischen Festung, entwickelte sich eine Siedlung, die als erste Stadt Taiwans gilt.

### Nach 1662

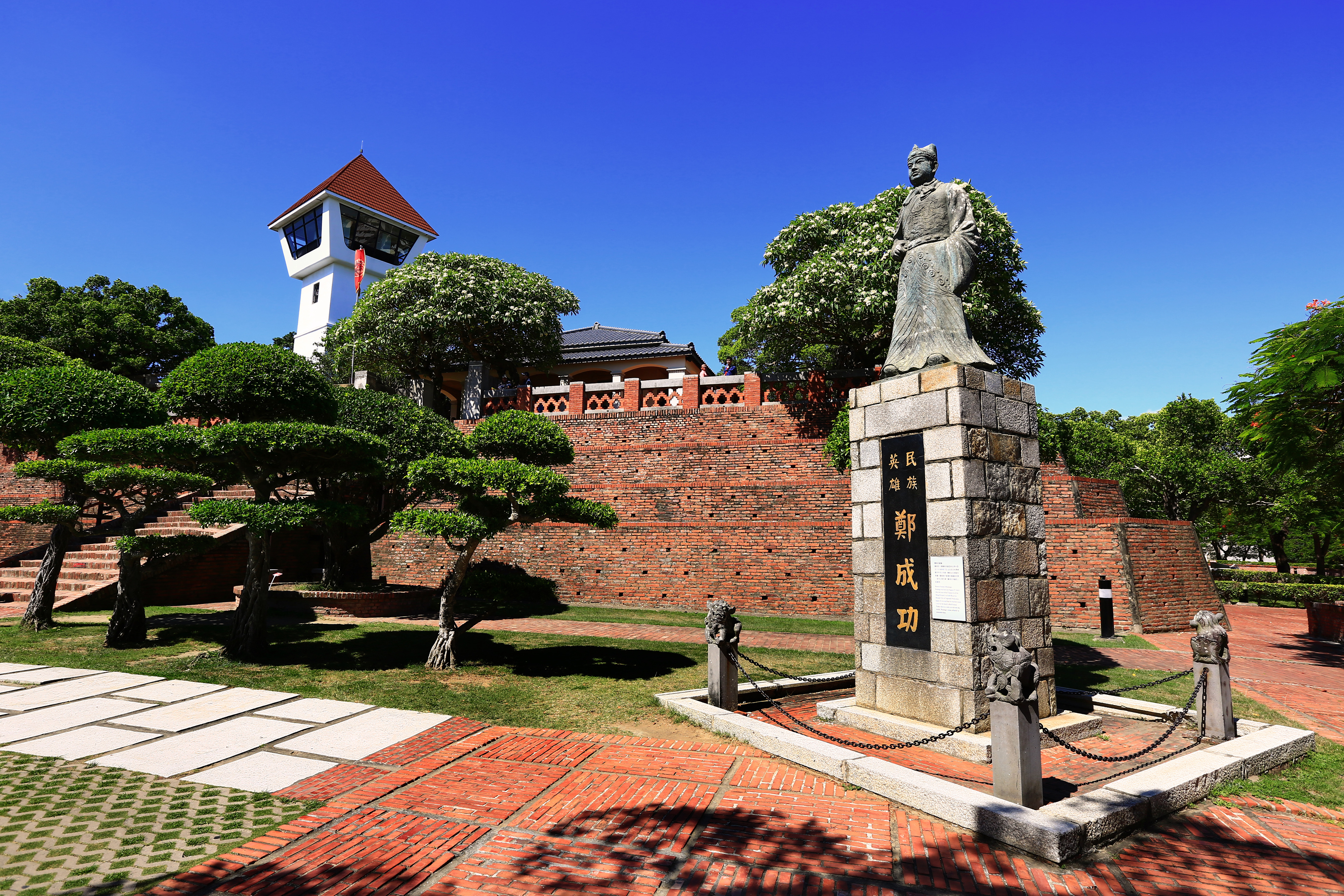
Denkmal Zheng Chenggongs in Fort Zeelandia

Im Jahr 1661 wurde Fort Zeelandia von Zheng Chenggong (Koxinga) angegriffen. Nach fast einjähriger Belagerung mussten die Verteidiger am 1. Februar 1662 kapitulieren, womit die 38-jährige Herrschaft der Niederländer in Taiwan ihr Ende nahm. Zheng änderte den Namen des Orts in Anping, in Anlehnung an seinen Heimatort auf dem chinesischen Festland, und machte es zur Hauptstadt des von ihm gegründeten Königreichs Tungning.
Nachdem die Truppen der Qing-Dynastie das Königreich Tungning im Jahr 1683 unterworfen hatten, wurde Taiwan als eine Präfektur Teil der Provinz Fujian des Chinesischen Kaiserreichs. Hauptstadt wurde Taiwanfu (台灣府), das heutige Tainan; Anping blieb eine eigenständige Stadt. Im Jahr 1721 halfen die Bewohner Anpings bei der Niederschlagung des Zhu-Yiguan-Aufstandes. Als Auszeichnung dafür wurde ihre Stadt in 効忠里 (Xiaozhong li, „Ort der Treue“) umbenannt.
Im 19. Jahrhundert gehörte Anping zu den Häfen, die China gemäß dem Vertrag von Tianjin für den Außenhandel öffnen musste. Als Folge siedelten sich ausländische Firmen in Anping an, deren Häuser zum Teil heute noch zu besichtigen sind. Zwischen 1874 und 1876 wurde an der südwestlichen Küste von Xiaozhong unter Leitung des kaiserlichen Bevollmächtigten Shen Baozhen die Ewige Goldene Burg (億載金城 Yizai Jincheng), Taiwans erste moderne Festung nach westlichem Vorbild erbaut.
Zur Zeit der japanischen Herrschaft über Taiwan (1895–1945) wurde der Ort wieder in Anping umbenannt und 1920 zu einem Bezirk der Stadt Tainan.

## Wirtschaft und Verkehr

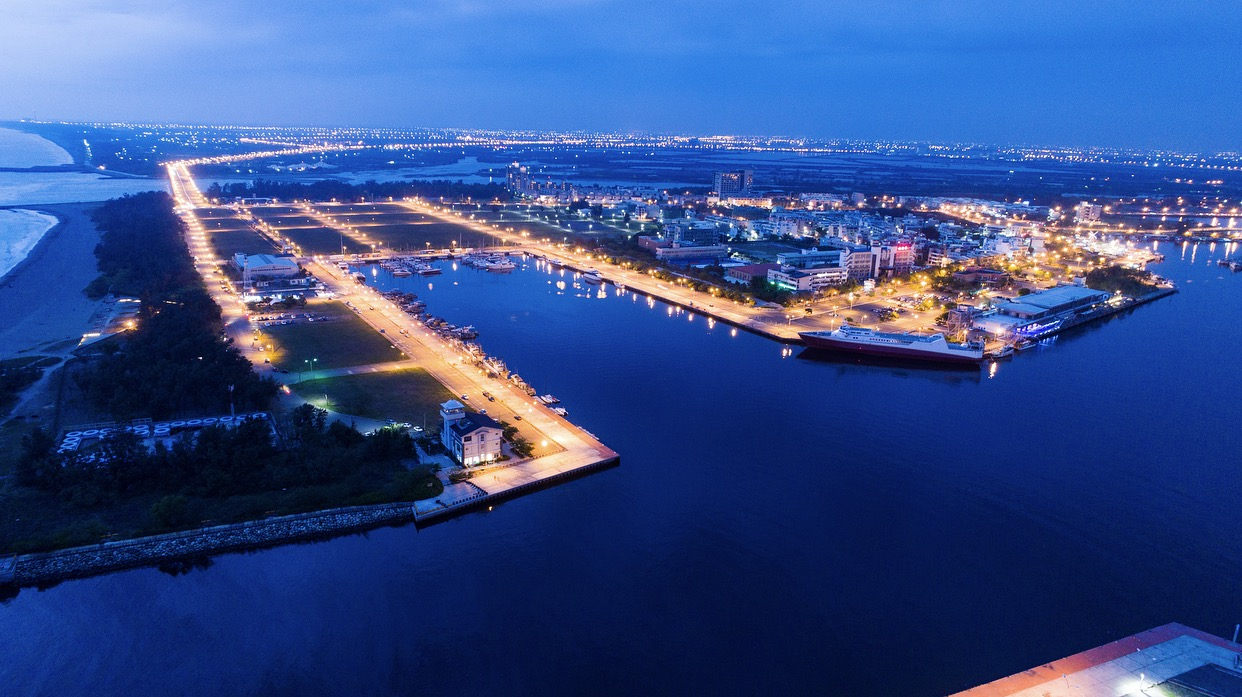
Anpings Fischereihafen

Dank der jahrhundertelangen Stellung Tainans als Hauptstadt Taiwans und durch seinen Hafen war Anping von altersher ein Zentrum des Handels. Unter anderem wurden Hirschfelle, Zucker und Reis über Anping exportiert und ausländische Güter kamen über den Hafen nach Taiwan. Anpings ältester Hafen nahe dem Fort Zeelandia ist heute verlandet und nicht mehr in Gebrauch. Der heutige Anping-Hafen befindet sich im Westen des Bezirks und teilt sich in den nördlicher gelegenen Anping-Fischereihafen (安平漁港) und den südlicheren Neuen Hafen Anping (安平新港).
Fischerei und Aquakultur sind bis heute wichtige Erwerbszweige Anpings. Daneben existieren im Bezirk viele kleine Geschäfte und traditionelle Werkstätten, die vom Tourismus profitieren, der sich aufgrund der vielen historischen Sehenswürdigkeiten des Bezirks zu einem weiteren bedeutenden Wirtschaftsfaktor entwickelt hat. In Anpings Nachbarschaft liegt der Anping-Industriepark (安平產業園區), der zum Tainan-Südbezirk gehört.
Aufgrund seiner Bedeutung als touristisches Ziel sind die vergleichsweise engen Straßen in und um Anping an Wochenenden, Feiertagen und in den Ferien häufig überlastet. Anping ist durch einige Buslinien und Brücken über den Yanshui-Fluss und den Tainan-Kanal mit dem Rest der Stadt verbunden. In Zukunft soll eine U-Bahnlinie hierher führen, die U-Bahn Tainans befindet sich allerdings noch in der Planungsphase. Anping wird von der Provinzstraße 17 berührt.

## Kultur und Sehenswürdigkeiten

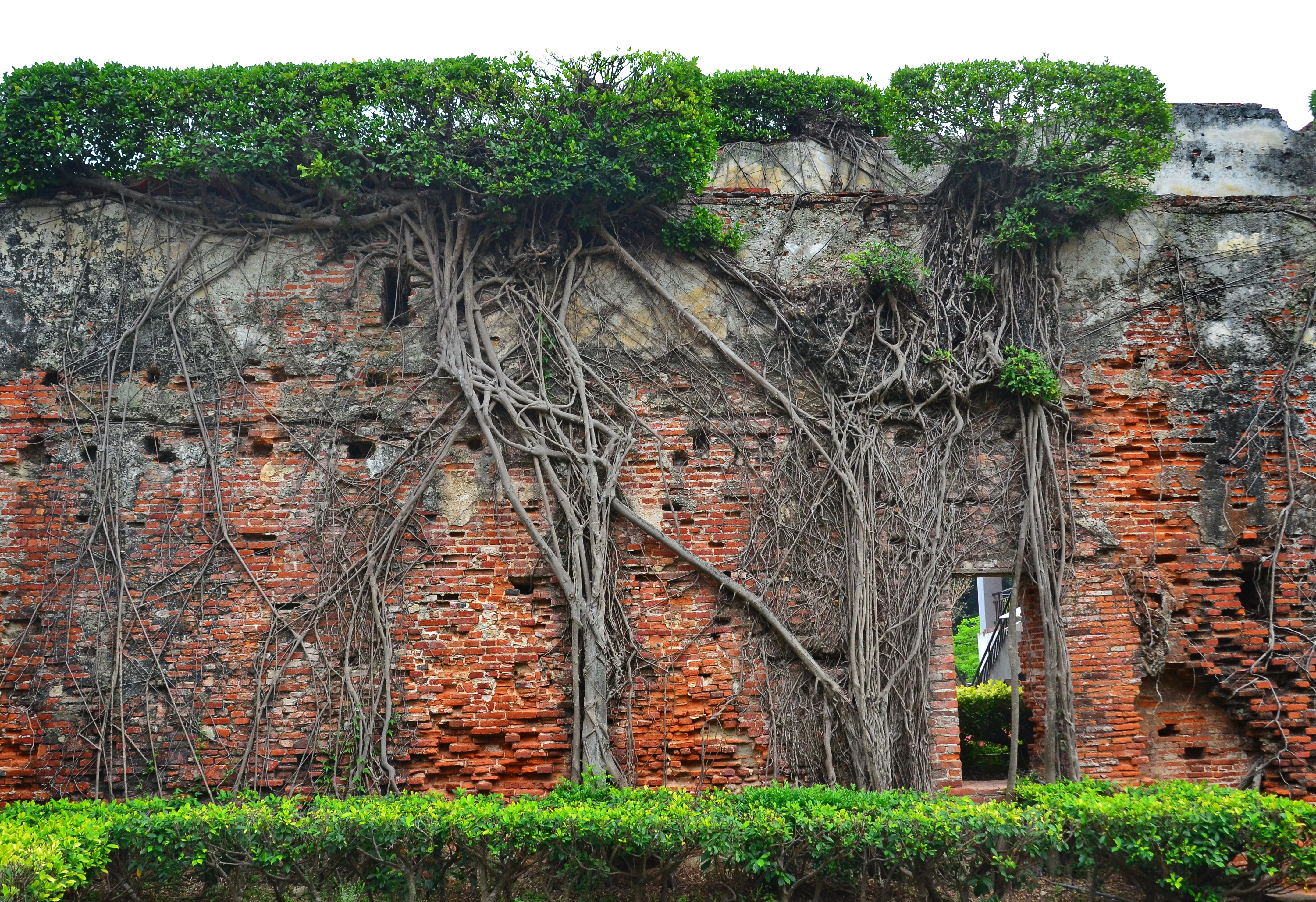
Mauer im Fort Zeelandia

Anpings bedeutendste Sehenswürdigkeit ist das ehemalige niederländische Fort Zeelandia (chinesisch Anping Gubao (安平古堡), „altes Fort von Anping“). Aufgrund zeitweisen Verfalls und infolge von Umbauten und Restaurierungen im Lauf der Jahrhunderte sind heute nur noch Teile der Mauern als niederländisch identifizierbar. In einem Museum werden die Geschichte des Forts und Anpings präsentiert.
Ein weiteres beliebtes touristisches Ziel ist die Alte Anping-Straße (安平老街), auch Yanping-Straße genannt, die in unmittelbarer Nähe zum Fort liegt, als die älteste Straße Anpings gilt und von einer Vielzahl kleiner Geschäfte und Imbisse gesäumt ist.
Unweit vom Fort befindet sich das Einstige deutsche Handelshaus Dongxing (原德商東興洋行), ein ehemaliges Kontor der deutschen Firma Julius Mannich & Co. aus dem späten 19. Jahrhundert. Es beherbergt heute eine Gaststätte, die mit Ausstellungsgegenständen zur Geschichte Anpings und zu Deutschland dekoriert ist. Aus derselben Epoche stammt das ehemals britische Former Tait & Co. Merchant House (原英商德記洋行), das man heute besichtigen kann und dessen Speicher wegen eines hineingewachsenen Baums als „Baumhaus“ berühmt geworden ist.

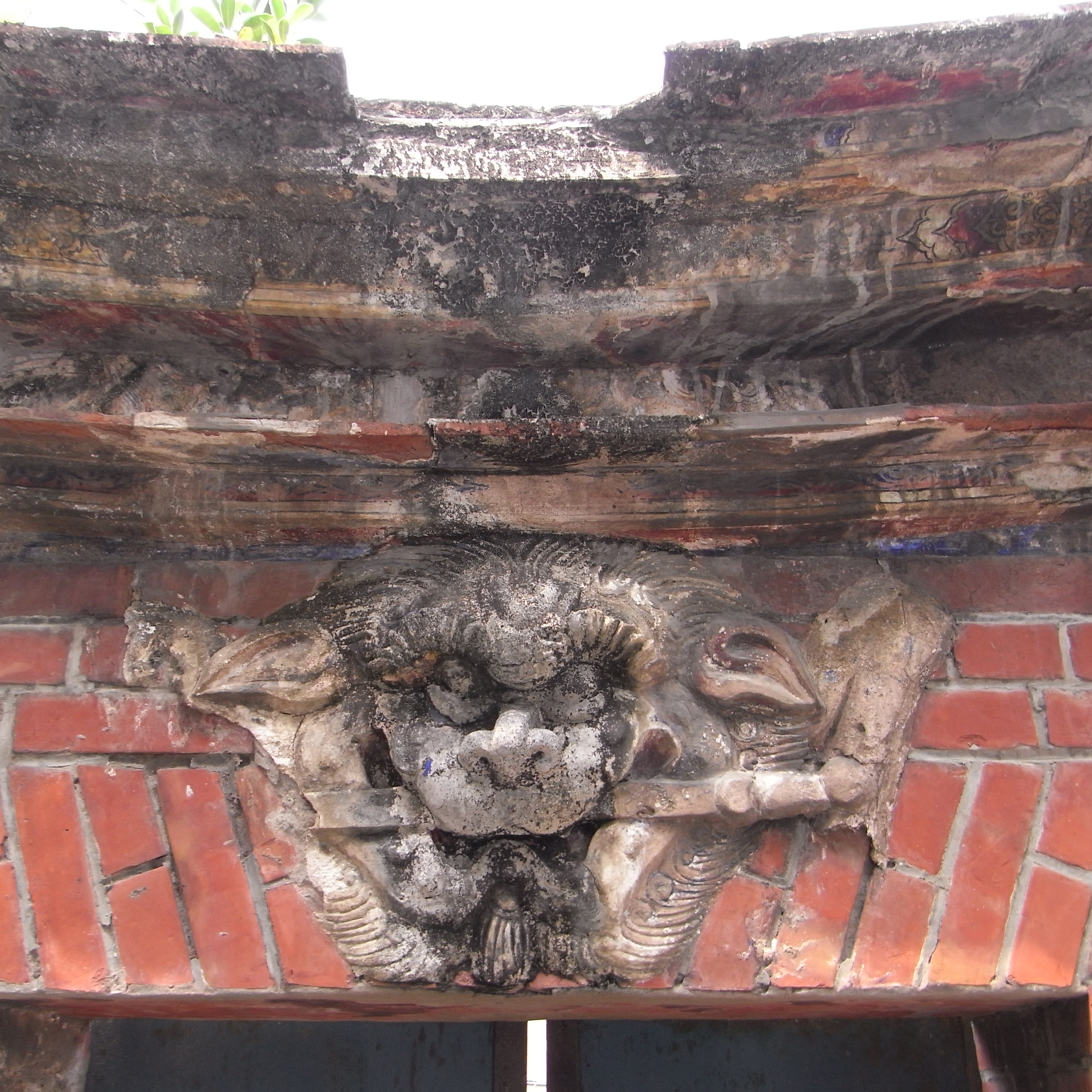
Schwertlöwe in Anping

Im Westen Anpings liegen die Überreste der Ewigen Goldenen Burg (億載金城), auch Erkunshen-Batterie (二鯤鯓砲台), eines Forts aus dem späten 19. Jahrhundert, um das herum ein Park angelegt wurde, der als größte Grünfläche des Bezirks ein beliebtes Ausflugsziel ist. In Anping finden sich zudem viele historische Häuser, die heute denkmalgeschützt sind und die man in der Regel besichtigen kann. Eine Besonderheit Anpings sind die Schwertlöwen (劍獅), Löwenköpfe mit Schwertern im Maul, die wie Schutzgeister an Häusern angebracht wurden.

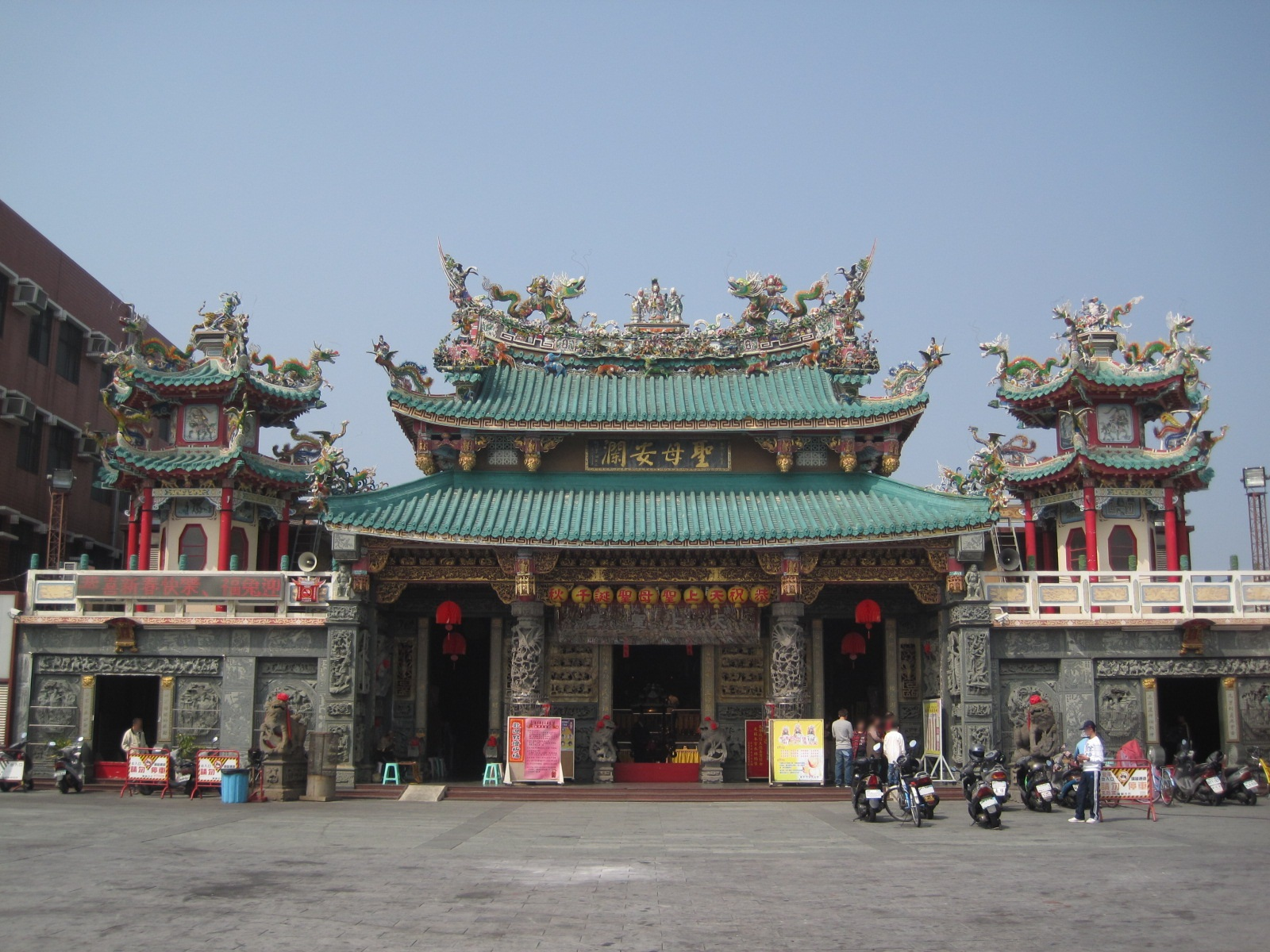
Kai Tai Tianhou Gong

In Anping befindet sich eine Reihe daoistischer und buddhistischer Tempel, unter denen die sogenannten „Vier großen Tempel von Anping“ am bekanntesten sind. Einer davon ist der Anping Kai Tai Tianhou Gong (安平開臺天后宮) aus dem Jahr 1668, der „Tempel der Gründung Taiwans“ genannt wird, weil die in ihm verehrte Mazu-Figur 1661 von Zheng Chenggong nach Anping gebracht wurde. Die Geschichte des Anping Guanyin Ting (安平觀音亭), in dem Guanyin verehrt wird, soll bis ins späte 16. Jahrhundert zurückreichen; in seiner heutigen Gestalt wurde er 1826 erbaut. Wichtig sind weiterhin der Stadtgott-Tempel Anping Chenghuang Miao (安平城隍廟) aus dem Jahr 1749 sowie der Anping Dazhong Miao (安平大眾廟) aus dem 18. Jahrhundert.
Zu den kulinarischen Spezialitäten Anpings zählen kandierte Früchte, Krabbenchips, Austernomelett, Austernrollen (蚵捲), Garnelenrollen (蝦捲) und Douhua (豆花, eine Art Sojapudding).